# Sistema Norfolk

Diagrama del Sistema Norfolk

El sistema Norfolk es un sistema de rotación de cultivos desarrollado entre los años 1730-1740 en Inglaterra, en el marco de la revolución agraria dentro de la Revolución Industrial.

## Descripción
El sistema Norfolk se basa en la rotación regular de cultivos, de forma que los nutrientes y las sales de la tierra no se agotaran. Fue inventado por Lord Townshend, embajador británico en Holanda y secretario del Estado, quien tras abandonar su carrera política en 1730 se retiró a sus propiedades en Norfolk (Reino Unido). Lord Townshend se inspiró en los métodos que había visto practicar en los Países Bajos para idear el sistema Norfolk: drenó el suelo, lo abonó e inició los cultivos, que se sucedían en rotaciones regulares sin agotar nunca la tierra ni dejarla improductiva, y sembró prados y forrajes para el ganado. La rotación cuatrienal de cultivos se realizaba en el siguiente orden: trigo, nabos, cebada, alfalfa. De esta forma se eliminó el barbecho, lo que aumentó la productividad y, como ya se ha mencionado, permitió producir plantas forrajeras para alimentar al ganado. Consta de una propuesta de la Corona británica de la época a unos nobles, que lo probaron y demostraron la valía del invento.